# Arianna Gleason
| Odkryte planetoidy: 5 | Odkryte planetoidy: 5 | Odkryte planetoidy: 5 |
| --------------------- | --------------------- | --------------------- |
| (33340) 1998 VG44     | 14 listopada 1998     |                       |
| (35671) 1998 SN165    | 23 września 1998      |                       |
| (47932) 2000 GN171    | 1 kwietnia 2000       |                       |
| (48639) 1995 TL8      | 15 października 1995  |                       |
| (275558) 1999 RH33    | 5 września 1999       |                       |
| 1.                    |                       |                       |

Arianna E. Gleason (ur. 1980) – amerykańska astronom amator, fizyk specjalizująca się w fizyce minerałów i badaniach pod wysokim ciśnieniem.

## Życiorys
Jako studentka geofizyki i nauk planetarnych na Uniwersytecie Arizony, w ramach współpracy z programem Spacewatch odkryła 5 planetoid (4 samodzielnie, a jedną wspólnie z innymi astronomami). W ramach tej współpracy odkryła również komety: nieokresową C/2003 A2 (Gleason) oraz długookresową P/2004 DO29 (Spacewatch-LINEAR), a także należała do zespołu, który w 1999 roku, podczas poszukiwania planetoid, odkrył jeden z zewnętrznych księżyców Jowisza – Callirrhoe.
W 2010 uzyskała stopień doktora na Uniwersytecie Kalifornijskim w Berkeley.
Pracowała w Lawrence Berkeley National Laboratory. Obecnie pracuje w Stanford University i Los Alamos National Laboratory.

## Nagrody i wyróżnienia
- 2001 – nagroda The Pride of Arizona.
- 2014 – nagroda Early Career Award in Mineral and Rock Physics od Amerykańskiej Unii Geofizycznej[2].
- Jej nazwiskiem nazwano planetoidę (10639) Gleason[1].